# Michelle Shocked
Michelle Shocked (eg. Karen Michelle Johnston) född 24 februari 1962 i Dallas, Texas, är en amerikansk singer/songwriter, som fick sitt genombrott och hade sina största publikframgångar i slutet av 1980-talet. Hon har därefter fortsatt att turnera och ger ut nya album.

## Diskografi (urval)
- The Texas Campfire Tapes (1986)
- Short Sharp Shocked (1988)
- Captain Swing (1989)
- Arkansas Traveller (1992)
- Kind Hearted Woman (1994, utgiven 1996)
- Artists Make Lousy Slaves (med Fiachna O'Braonain, 1996)
- Good News (1998)
- Dub Natural (2001) (enbart såld vid konserter, senare utgiven som bonusskiva med "Deep Natural")
- Deep Natural (2001)
- Don't Ask Don't Tell (2005) Ingick även som en del i trippel-CD:n Threesome (2005)
- Got No Strings (2005) Ingick även som en del i trippel-CD:n Threesome (2005)
- Mexican Standoff (2005) Ingick även som en del i trippel-CD:n Threesome (2005)
- ToHeavenURide (2007) Live

## Fotnoter
1. ↑  Internet Movie Database, IMDb-ID: nm1580620co0047972, läst: 14 oktober 2015.[källa från Wikidata]
2. ↑  SNAC, SNAC Ark-ID: w6pt1f02, läs online, läst: 9 oktober 2017.[källa från Wikidata]